# Smørum Sogn
Smørum Sogn er et sogn i Frederikssund Provsti (Helsingør Stift). Sognet ligger i Egedal Kommune (Region Hovedstaden). Indtil Kommunalreformen i 2007 lå det i Ledøje-Smørum Kommune (Københavns Amt), og indtil Kommunalreformen i 1970 lå det i Smørum Herred (Københavns Amt).
I Smørum Sogn ligger Smørum Kirke.
I Smørum Sogn findes flg. autoriserede stednavne:
- Bulbjergbakke (bebyggelse)
- Edelgave (bebyggelse, ejerlav, landbrugsejendom)
- Edelgave Huse (bebyggelse)
- Grønsø (areal)
- Hove (bebyggelse, ejerlav)
- Hove Overdrev (bebyggelse)
- Kongeskov (bebyggelse)
- Kongeskov Huse (bebyggelse)
- Kong Svends Høj (areal)
- Langebjerggårds Mark (bebyggelse)
- Lille Smørum (bebyggelse)
- Lunden (bebyggelse)
- Nybølle (bebyggelse, ejerlav)
- Smørumnedre (bebyggelse, ejerlav)
- Smørumovre (bebyggelse, ejerlav)
- Tvillinggårde (bebyggelse)
- Tysmose (areal)